# Anna Kleiva
Anna Kleiva, född 13 maj 1985 i Oslo, är en norsk författare, poet och översättare som skriver på nynorska. Hon debuterade år 2011 med diktsamlingen Ti liknande versjonar.
Kleiva är uppväxt i Vinstra i 
Gudbrandsdalen och har studerat litteraturvetenskap och utbildat sig till författare på  Høgskolen i Telemark och på Skrivekunstakademiet i Hordaland. Hon har skrivit i flera tidskrifter och fick Bjørnsonstipendiet år 2015.